# Fredningskendelse
En fredningskendelse er et juridisk dokument, der i enkeltheder fastsætter bestemmelser om ophold og virksomhed i de områder, kendelsen dækker. Fredningskendelser afsiges for at sikre:
- beskyttelsen af fredede planters og dyrs levesteder,
- beskyttelsen af landskabelige, kulturhistoriske, videnskabelige og geologiske værdier,
- hensynet til offentlighedens færdsel og ophold,
- sikringen af bestemte tilstande.

## Fredningsmyndighed
Fredningssager kan rejses af statslige, amtskommunale og kommunale myndigheder samt Danmarks Naturfredningsforening. Fredningskendelser afsiges af et særligt sagkyndigt organ, fredningsnævnet.

## Offentlighed
Forud for beslutningen om fredningskendelser laves et forslag til fredningen, som offentliggøres og hvor høringsfristen omfatter mindst et offentligt møde om forslaget.

## Fredningskendelsers indhold
En fredningskendelse vil i almindelighed indeholde følgende punkter:
1. oplysninger om baggrunden for og forarbejdet til fredningen (fredningens forhistorie),
2. oplysninger om offentlige myndigheders planlægning, herunder ministerielle tiltag, gældende egnsplanlægning (i dag som regel regionplanen) og gældende område- og stedplanlægning (kommuneplan og eventuelle lokalplaner, der omfatter området eller dele af dette),
3. oplysninger om fredningens lovbaggrund,
4. fredningens afgrænsning i terrænet (tillige vist på et kort),
5. oplysninger om de fredningsmæssige interesser,
6. oplysning om fredningens motivering og formål,
7. fredningens bestemmelser om fremtidig anvendelsesmuligheder,
8. fredningens indvirkning på bebyggelsesforhold,
9. fredningens bestemmelser om terrænændringer,
10. bestemmelser om offentlige anlægsarbejder indenfor det fredede område,
11. bestemmelser om beplantningsforhold,
12. bestemmelser om vej- og stiforhold,
13. bestemmelser om offentlighedens adgang og ophold (herunder eventuelle begrænsninger i disse),
14. plejebestemmelser,
15. bestemmelser om dispensationsmuligheder.

Fredningskendelsen indeholder tillige en liste over ejendomme (matrikler), den omfatter, samt ejendommens ejer.

## Gyldighed
Efter godkendelse har fredningskendelser juridisk gyldighed og blev derfor tinglyst på alle berørte ejendomme.
Fredningskendelser har tidsubegrænset gyldighed. Fredninger kan dog blive revideret under hensyn til den udvikling, der er indtrådt efter, at de oprindelige fredningsbestemmelser blev vedtaget. Dette kan blive aktuelt, hvis bestemmelserne ikke er dækkende i forhold til nye samfundsvilkår.

## Ophævelse
Fredningskendelser kan kun ændres eller ophæves under særlige forhold.

## Fredningskendelser
Fredningskendelser findes i tingbøgerne på landets dommerkontorer. De kan desuden findes på internettet og med jævne mellemrum tillige udgivet som oversigter og med forklaringer i bogform.